# Thaiphusa tenasserimensis
Thaiphusa tenasserimensis is een krabbensoort uit de familie van de Potamidae. De wetenschappelijke naam van de soort is voor het eerst geldig gepubliceerd in 1898 door De Man.